# 麥曦茵
麥曦茵（英文：Heiward MAK Hei-yan，1984年8月21日—），女，香港电影導演和编剧。

## 簡歷
Dumb Youth主創成員，香港新一代年青編劇及導演，作品包括《烈日當空》、《志明與春嬌》、《前度》及《DIVA華麗之後》，2011年，憑《志明與春嬌》於獲得香港電影金像獎最佳編劇。編導商業作品之外，並於不同電影擔任策劃、美術、剪接等崗位，積極支持、參與獨立電影，文字及跨媒體創作，被CNNGo網站選出成為「香港要注目的20位人物」之一。
2023年擔任第60屆金馬獎複選及決選評審委員。

## 創作歷程
麥曦茵是家中獨生女，於香港新界大圍新翠邨長大，曾就讀沙田官立小學，沙田官立中學中五商科畢業後，因熱衷兒童插畫而毅然決定放棄中六學位，升讀香港理工大學設計系文憑。2003年畢業，卻因畫作被評價為「嚇親細路」大受打擊，而轉投攝影及錄像創作。讀大學期間，一直從事平面設計及婚禮攝影維持生計及學業。
2006年畢業於香港城市大學創意媒體學院文學士課程，其畢業作品《他她》獲第十二屆香港獨立短片節（IFVA）公開組金獎，及第九屆德國漢諾威市國際電影節國際組別青年導演獎。作品經學院教授譚家明推薦給資深電影人曾志偉先生，同年參與曾監製之電影《大丈夫2》編劇。
2007年，以23歲之齡編劇、執導首個長片《烈日當空》，影片獲香港電影評論學會選為年度推薦電影之一，亦憑此片入圍角逐第廿八屆香港電影金像獎最佳新導演，並於溫哥華、紐約、巴黎、韓國等多個海外影展參展。
2008年，獲香港電影節邀請拍攝《香港電影四重奏》，短片作品《偏偏》於香港及多個海外影展展出。
2009年，其文字結合影像創作《寂寞有害》於號外發表連載，突破電影編劇、導演的身份，開展文字及跨媒體範疇的創作。同年榮獲香港藝術發展局頒發藝術新秀獎（電影及媒體藝術）。
2010年，第二部原創小說改編電影《前度》被選為第34屆香港國際電影節的閉幕電影及入圍金馬獎原創小說改編劇本。同年與彭浩翔合力編寫《志明與春嬌》，憑該片榮獲第三十屆香港電影金像獎最佳編劇。
2011年，執導港台人氣劇集《女人多自在》系列之《幸福的旁邊》揚威海外，並獲第二十四屆新加坡國際電影節銀幕獎亞洲劇情片競賽部份最佳導演；同年拍攝第三部電影作品《DIVA》（華麗之後），入圍越南河內電影節競賽電影。
2012年，在拍完《DIVA華麗之後》，麥曦茵在和林耀聲、岑珈其和曹震豪等吃火鍋，知道大家都在等待機會，她反思，並相信生命在影響生命，「並不是我選擇他們，而是他們選擇了我，我想用我僅餘的勇氣，去相信大家都不願意相信的事。我想最少花5年時間，和他們一起走下去，共同進退。5年之後，沒有結果，我們再說。」，於是成立叫「Dumb Youth」的經理人公司，結集理念一致的獨立歌手、演員，致力連結不同獨立樂隊及創作人，除了音樂、影像創作，亦將積極透過綜藝表演、電視、網絡活動等途徑傳遞訊息。現積極籌備下一部執導電影作品，及策劃Dumb Youth一系列以年輕人為核心的School Tour、音樂會、戲劇、網上電台活動。
2013年，推出首個以Dumb Youth為製作單位的School Tour實驗劇場大空想家O﹣一場關於夢想的實驗，由Dumb Youth旗下藝人組合PlayTime成員梁曉豐、林耀聲、岑珈其、黃溢濠演出，內容以年輕人如何在殘酷現實奮力堅持夢想為主題，以短劇、魔術、歌舞表演及影像結合的多媒體劇場形式，鼓勵年輕人勇敢追尋夢想。
作品探索青春、成長、慾望、人性的善良與陰暗面，不同性格的人物角色，透露出對社會各階層的細膩觀察，展現社會當下青年的精神面貌，透過深刻描劃愛情、親情、友情，及人與人之間的各種微妙關係，延續人物「自我發現」(Self Discovery)與「自我療癒」(Self Recovery)的命題。在多次訪問中，麥曦茵都提到「自我發現」和「自我療癒」，與其說是「青春」電影，倒不如說是如何「成為那個小時候你需要但缺席的成年人」。

## 電影
2008年，麥曦茵執導台灣電影《九降風》的香港版本【烈日當空】，只有200萬港元經費，並要在24日內拍畢。劇情刻劃七個性格迥異的年輕人，在踏入社會的關卡前，面臨關係崩壞瓦解、青春破滅的過程。電影文本以眾主角多線發展，在自由狂放的青春背後，是教育制度、倫理道德、破碎家庭、青少年自殺等社會議題，獲香港電影評論學會選為年度推薦電影之一。拍攝電影她只有23歲，是香港最年輕執導長篇電影的導演，她亦憑此片入圍角逐2009年香港電影金像獎最佳新導演。
2010年，她的第二齣商業電影《前度》被選為第34屆香港國際電影節的閉幕電影，並獲得第47屆金馬獎最佳改編劇本提名。
編劇方面，麥曦茵曾受曾志偉之邀為《大丈夫2》編劇，亦為彭浩翔賞識，參與編寫《志明與春嬌》。而彭浩翔及麥曦茵憑《志明與春嬌》於2011年榮獲第三十屆香港電影金像獎最佳編劇。
2011年，拍攝電影《幸福的旁邊》（香港電台投資及製作），該片於第三十五屆香港國際電影節首映，並於第廿四屆 新加坡國際電影節 奪得最佳導演獎。
2012年，拍攝第三部作品《DIVA華麗之後》，電影曾參展越南河內電影節。
2014年，拍攝第四部作品《曖昧不明關係研究學會》。
2018年，拍攝及編劇第五部作品《花椒之味》，而且由強大陣容主演，包括鄭秀文、鍾鎮濤、 劉德華、任賢齊、賴雅妍、李曉峰等等。

## 廣告及微電影
2010
- 7-11 x IFVA﹣【Eleven To Seven】

2011
- 機場快綫廣告全城 短片﹣「安啦安啦」

- PopCorn 微電影三部曲﹣【曾經、然後、當下】

2012
- LG 微電影 ：
  - 第一集【我又怎麼告訴妳，我連吃飯的時間都不夠】
  - 第二集【妳不在身邊的時候，連一件毛衣都跟我過不去】
  - 第三集【其實我也一樣，只是想給妳更好的生活】

2013
- IVE資訊科技學科 微電影﹣「It's青春」：
- 文藝復興基金宣傳片
- WHAT雜誌《大空想家》
- 愛護動物協會電影 ﹣【如果這是文明】

2014
- 芝華士Chivas18【Dream City】
- 獎門人大米廣告微電影
- Reneex

2017
- 3HK 【何時何地・一直都在・Yes I Can】
- ClubMonaco
- Puma Youth Road Relay

## 寫作
2009年，於《號外》雜誌連載小說【寂寞有害】: 12個城市角落．12段錯落緣份，全年寂寞．每月公映。極短篇香港小故事－<Solitary Kills>(寂寞有害)系列共12個短篇故事，發生於香港一年12個月，12個城市區域，描寫城市中不同人物的關係。
2010年，個人長篇小說【前度】，改編成電影，因各種原因，小說尚未正式出版。
2010年﹣2012年，於《信報》連載短篇小說【謀殺身外物】系列及【每隻螞蟻】系列。
2010年﹣2012年，於《經濟日報》撰寫專欄，內容無定向，由電影、創作、愛情至生活瑣事，曾短暫發表【邪惡小學雞週記】，以小學生角度，諷刺現今社會荒誕現象。
2012年，《Klack Magazine》 ﹣短篇小說【你無法理解的事】
2012年，《字花-臉》﹣短篇小說【但願這是一封不會被收信人讀到的信。】
2010年﹣2013年，於《U magazine》撰寫專欄【廉價愛情販賣中】，最初書寫愛情短篇故事，及後發展至內容無定向，電影、創作、音樂、社會時事，不定期連載小說包括【文憑不被認可的窮忙愛情狂】系列，描寫生於下流社會，修讀不被認可文憑的大專／大學生的窮忙生活，其中發生在便利店的短篇故事【Eleven To seven】改編成7-11 X IFVA短片，由楊淇、林耀聲主演，並為歌曲 eleven to seven 填詞。
曾連載中篇小說包括【曖昧不明關係研究學會】之【死對頭】、【兄妹】，以及【文憑不被認可的窮忙愛情狂】系列之【請你給我沒有的】。
現正連載小說﹣【那年會考，我就應該去死】。
填詞作品：
- 曹震豪 - 沒有大不了
- 曹震豪 - Eleven To Seven
- 曹震豪 - 安啦安啦

## MV
| 年份 | 歌手              | 歌曲                                                                                          |
| ---- | ----------------- | --------------------------------------------------------------------------------------------- |
| 2010 | 王菀之            | 《開籠雀》                                                                                    |
| 2010 | 側田              | 《愛的習慣》                                                                                  |
| 2010 | 側田、G.E.M.      | 《合唱歌》                                                                                    |
| 2010 | 許志安            | 《忘了、忘不了》 （與張兆康合導）                                                             |
| 2010 | 劉浩龍            | 《冇事、有心》 （與張兆康合導）                                                               |
| 2011 | 曹震豪            | 《沒有大不了》、《安啦安啦》、《靜止的回憶》、《騙人的》、《ElevenToSeven》、《Dun Wana Lie》 |
| 2011 | 陳奕迅            | 《張氏情歌》                                                                                  |
| 2012 | 連詩雅            | 《好好過》                                                                                    |
| 2012 | 林欣彤            | 《我愛你》、《樹藤》                                                                          |
| 2012 | 洪卓立            | 《勿忘草》、《想一個人》、《某天再會》                                                        |
| 2012 | 薛凱琪            | 《Better Me》、《維多利亞女皇的秘密任務》                                                     |
| 2012 | 藍奕邦            | 《為執著乾杯》                                                                                |
| 2012 | 容祖兒            | 《在時間面前》                                                                                |
| 2012 | 曹震豪            | 《得不到又怎麼失去過》、《N.A.D》                                                             |
| 2013 | 盧凱彤            | 《只要美麗》                                                                                  |
| 2013 | 蔡卓妍            | 《錯過》、《薄霧》、《憐香惜玉》、《聰明笨伯》                                                |
| 2013 | 林欣彤            | 《番梘》、《一千零一次人生》                                                                  |
| 2013 | 薛凱琪            | 《復原》                                                                                      |
| 2013 | 王菀之            | 《如果這是情》、《你的名字我的姓氏》                                                          |
| 2014 | 薛凱琪            | 《Contagious》                                                                                |
| 2015 | C AllStar         | 《踰越生死》                                                                                  |
| 2015 | 吳雨霏            | 《最幸福的眼淚》                                                                              |
| 2015 | 江海迦            | 《認》                                                                                        |
| 2016 | The Bright Lights | 《Please Love Her》                                                                           |
| 2016 | 曹震豪            | 《學習浪漫》、《循序漸愛》、《Wake Up》、《Change For Chance》                                |
| 2017 | The Bright Lights | 《第一夜》                                                                                    |
| 2017 | 林一峰            | 《星光大道》、《大城小子》、《十七一生》                                                      |
| 2017 | Supper Moment     | 《大丈夫》                                                                                    |
| 2017 | 曹震豪            | 《分前演習》、《Yes I Can》                                                                   |
| 2018 | 曹震豪            | 《陪你走到世界盡頭》、《Hi Boss》                                                             |
| 2018 | The Bright Lights | 《原來這就是愛情》、《自由呼吸》                                                              |
| 2020 | 鄧小巧            | 《與人同行》、《同檯》                                                                        |
| 2020 | 陳奕迅            | 《是但求其愛》                                                                                |
| 2022 | per se            | 《the beast》                                                                                 |
| 2023 | 雷同二友          | 《路仍長》                                                                                    |
| 2023 | 陳卓賢            | 《仍在》                                                                                      |
| 2024 | 鄭秀文            | 《從前的我們》                                                                                |

## 產品／活動代言
2012 - G-Technology
2013 - 聯合國兒童基金會 HKUnicef 活動推廣大使
2014 - Physiogel ﹝護膚品﹞
2015 - E-one watch
2015 - SK-II  【Change Destiny】

## 作品概覽
| 年份 | 劇名                                      | 種類                                          | 備註                 |
| 2006 | 《他．她》                                | 短片                                          | 導演                 |
| 2006 | 《大丈夫2》                               | 電影                                          | 編劇                 |
| 2007 | 《Sweet 17》                              | 短片 (可口可樂呈獻:0-30無分高下 會考獨立短片) | 導演                 |
| 2008 | 《尋愛》                                  | 短片 (Nike Women 愛比賽 2008 實況全紀錄)      | 與許雅舒聯合導演     |
| 2008 | 《烈日當空》                              | 電影                                          | 導演、編劇           |
| 2008 | 《慢性中毒》                              | 電影                                          | 美術                 |
| 2009 | 《HOPE》                                  | 短片 (Indie Spirit Shorts 獨立精神短片)       | 策劃，岑珈其導演     |
| 2009 | 《活在當下》                              | 短片 (14th IFVA青少年組金獎)                  | 監製，岑珈其導演     |
| 2010 | 《安非他命》                              | 電影                                          | 剪接                 |
| 2010 | 《志明與春嬌》                            | 電影                                          | 編劇                 |
| 2010 | 《前度》                                  | 電影                                          | 導演、編劇、原著小說 |
| 2010 | 《偏偏》                                  | 短片 (香港四重奏 短片)                        | 導演、編劇           |
| 2011 | 《香港愛我》                              | 短片 (你還可愛麼 短片)                        | 與盧鎮業聯合導演     |
| 2011 | 《我愛HK開心萬歲》                        | 電影                                          | 編劇                 |
| 2011 | 《幸福的旁邊》                            | 電影 (香港電台)                               | 導演、編劇           |
| 2011 | 《Eleven to Seven》                       | 短片 (7-11 短片)                              | 導演                 |
| 2012 | 《PopCorn微電影三部曲﹣然後、曾經、當下》 | 微電影 (PopCorn微電影)                        | 導演                 |
| 2012 | 《DIVA華麗之後》                          | 電影                                          | 導演、編劇           |
| 2013 | 《想給妳更好的》                          | 微電影 (LG微電影)                             | 導演、編劇           |
| 2013 | 《It's青春》                              | 微電影 (IVE資訊科技學科微電影)                | 導演、編劇           |
| 2014 | 《曖昧不明關係研究學會》                  | 電視電影（港台金像導演編系列）                | 導演、編劇、策劃     |
| 2014 | 《門外門內》                              | 微電影 (反家暴獨立微電影）                    | 策劃                 |
| 2014 | 《做地產》                                | 電視電影（港台金像導演編系列）                | 編劇                 |
| 2014 | 《最後的地圖》                            | 港台外判劇                                    | 執行監製             |
| 2015 | 《如果這是文明》                          | 反熊膽短片                                    | 導演、編劇           |
| 2016 | 《打開我天空 Good Take Too》              | 青春                                          | 導演、編劇           |
| 2016 | 《一念無明》                              | 劇情電影                                      | 監製                 |
| 2019 | 《花椒之味》                              | 電影                                          | 導演、編劇           |
| 2021 | 《手捲煙》                                | 電影                                          | 剪接                 |
| 2021 | 《濁水漂流》                              | 電影                                          | 剪接                 |

## 外部連結
- 麥曦茵的Facebook專頁
- 麥曦茵的Instagram帳戶
- 麥曦茵在互联网电影资料库（IMDb）上的資料（英文）（英文）
- 在AllMovie上麥曦茵的頁面（英文）
- 麥曦茵在香港影庫上的簡介
- 麥曦茵在时光网上的簡介（简体中文）